# 张恭 (元朝)
张恭，河南府偃师县人，元朝人物。
张恭以兵部符署鹰房府案牍，双亲年老，辞归侍养，垦理先墓，背水灌溉松柏。父亲去世，过于哀痛。侍奉母亲冯氏更加勤谨。饥荒，张恭夫妇采野菜为食，以美食供给母亲。母亲有病，张恭亲自处理母亲的大小便，喂母亲饮食，且尝粪以验病情。天历初年，西兵至河南，居民悉窜。张恭看视母病，脖项中一剑，不离去。母亲惊悸而亡，张恭居丧尽礼，人称至孝。皇帝下诏旌表其闾。